# TORCS
TORCS är en förkortning av The Open Racing Car Simulator och är en simulator/ett spel släppt som öppen källkod. TORCS kan köras på GNU/Linux, PowerPC Linux, FreeBSD och Microsoft Windows. Det finns också portat till andra plattformar som Mac OS och andra unixsystem eftersom det är baserat på bibliotek som Mesa och GLUT (eller FreeGLUT ).
Ursprungligen var spelet enbart ett programmeringsspel där användaren gjorde styrprogramvaran till bilen för att tävla mot andra program men numera går det också att köra själv.